# Онс
Онс (фр. Anse) насеље је и општина у источној Француској у региону Рона-Алпи, у департману Рона која припада префектури Вилфранш сир Саон.
По подацима из 2011. године у општини је живело 6251 становника, а густина насељености је износила 410,44 становника/km². Општина се простире на површини од 15,23 km². Налази се на средњој надморској висини од 176 метара (максималној 358 m, а минималној 167 m).

## Демографија
| 1962. | 1968. | 1975. | 1982. | 1990. | 1999. | 2011. |
| ----- | ----- | ----- | ----- | ----- | ----- | ----- |
| 2.290 | 2.630 | 3.116 | 3.705 | 4.458 | 4.744 | 6.251 |

График промене броја становника у току последњих година